# Liste des lignes du métro de Paris par fréquentation
La liste des lignes de métro parisiennes par fréquentation répertorie ces lignes dans l'ordre décroissant de leur fréquentation.
Les chiffres de fréquentation par ligne sont cependant incomplets, compte tenu du fait qu'à partir de 2005, la publication de données statistiques précises concernant le trafic est temporairement suspendue, le Syndicat des transports d'Île-de-France (STIF) et les exploitants considérant ces chiffres comme relevant du « secret industriel et commercial ». La fréquentation globale annuelle du métro reste néanmoins publiée chaque année, dans le rapport d'activité annuel du STIF, ce qui permet de connaître la tendance générale de fréquentation.
Depuis 2009, l'Observatoire de la mobilité en Île-de-France (Omnil) fédère les acteurs fournisseurs de données et d'expertises sur la mobilité en Île-de-France. Celui-ci publie à nouveau les chiffres de référence et des analyses sur la mobilité depuis janvier 2013, en vue d'assurer une large diffusion de l'information.

## Fréquentation par ligne
Les tableaux ci-dessous reprennent la fréquentation des lignes dans l'ordre décroissant de celle-ci, d'après les données publiques connues. La RATP considérant dans plusieurs domaines (exploitation, statistiques, etc.) que les deux lignes « bis » font partie intégrante des lignes mères, les chiffres des lignes 3 et 7 incluent respectivement les chiffres de fréquentation des lignes 3 bis et 7 bis. Les statistiques de 1998 et 2003 sont les seules qui permettent de connaître la fréquentation en dissociant les 16 lignes du métropolitain parisien.

### Données les plus récentes
| Rang  | Lignes            | Fréquentation annuelle en millions de voyageurs | Année |
| ----- | ----------------- | ----------------------------------------------- | ----- |
| 1     | Ligne 1           | 168                                             | 2024  |
| 2     | Ligne 4           | 161                                             | 2024  |
| 3     | Ligne 9           | 133                                             | 2024  |
| 4     | Lignes 7 et 7 bis | 125                                             | 2024  |
| 5     | Ligne 13          | 116                                             | 2024  |
| 6     | Ligne 14          | 113                                             | 2024  |
| 7     | Ligne 8           | 105                                             | 2024  |
| 8     | Ligne 5           | 102                                             | 2024  |
| 9     | Ligne 6           | 102                                             | 2024  |
| 10    | Ligne 2           | 92                                              | 2024  |
| 11    | Lignes 3 et 3 bis | 87                                              | 2024  |
| 12    | Ligne 12          | 86                                              | 2024  |
| 13    | Ligne 10          | 44                                              | 2024  |
| 14    | Ligne 11          | 43                                              | 2024  |
| TOTAL | TOTAL             | 1 476                                           |       |

### Données historiques

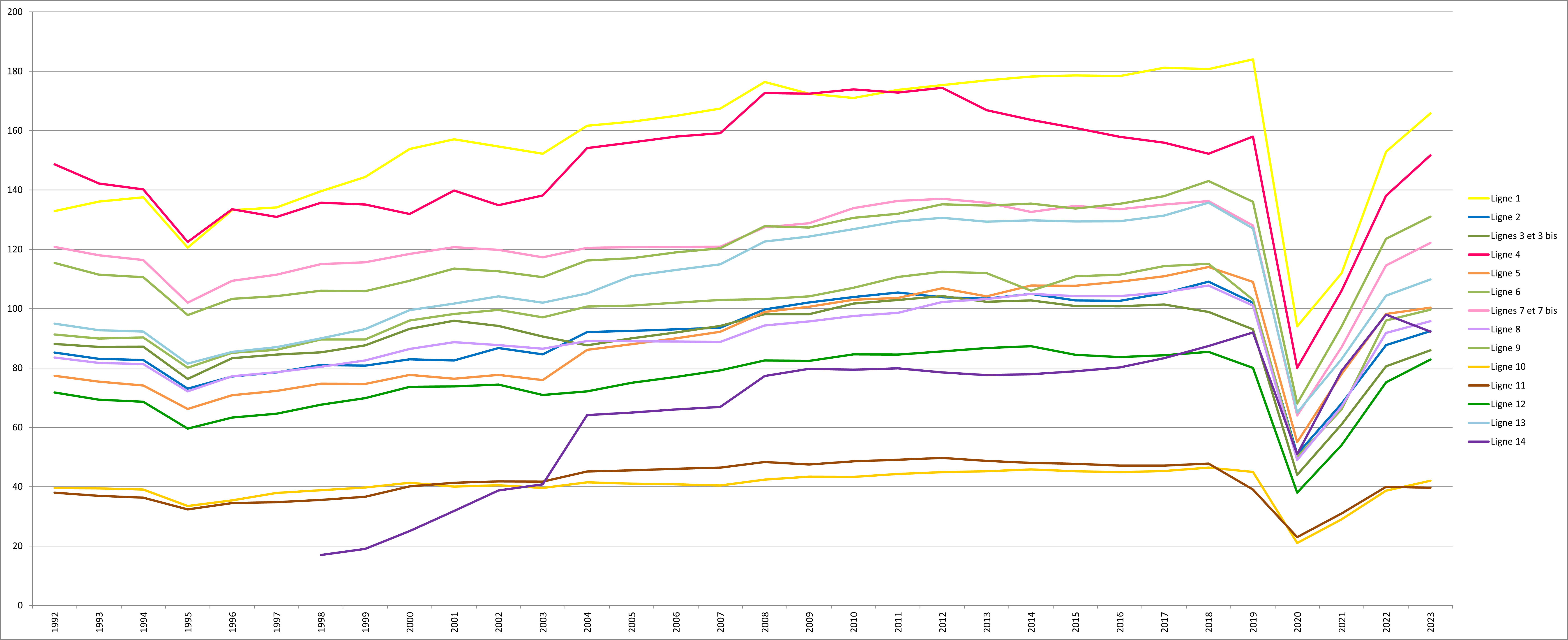
Graphique de la fréquentation du métro.

| Fréquentation annuelle, | Fréquentation annuelle, | Fréquentation annuelle, | Fréquentation annuelle, | Fréquentation annuelle, | Fréquentation annuelle, | Fréquentation annuelle, | Fréquentation annuelle, | Fréquentation annuelle, | Fréquentation annuelle, | Fréquentation annuelle, | Fréquentation annuelle, | Fréquentation annuelle, | Fréquentation annuelle, | Fréquentation annuelle, | Fréquentation annuelle, | Fréquentation annuelle, | Fréquentation annuelle, | Fréquentation annuelle, |
| Ligne                   | 2007                    | 2008                    | 2009                    | 2010                    | 2011                    | 2012                    | 2013                    | 2014                    | 2015                    | 2016                    | 2017                    | 2018                    | 2019                    | 2020                    | 2021                    | 2022                    | 2023                    | 2024                    |
| ----------------------- | ----------------------- | ----------------------- | ----------------------- | ----------------------- | ----------------------- | ----------------------- | ----------------------- | ----------------------- | ----------------------- | ----------------------- | ----------------------- | ----------------------- | ----------------------- | ----------------------- | ----------------------- | ----------------------- | ----------------------- | ----------------------- |
| Ligne 1                 | 167,4                   | 176,4                   | 172,4                   | 171,0                   | 173,7                   | 175,3                   | 176,9                   | 178,2                   | 178,6                   | 178,4                   | 181,2                   | 180,7                   | 184,4                   | 93,5                    | 112                     | 153                     | 166                     | 168                     |
| Ligne 2                 | 93,6                    | 99,7                    | 102,1                   | 103,9                   | 105,4                   | 103,8                   | 103,4                   | 105,0                   | 102,8                   | 102,6                   | 105,2                   | 109,1                   | 102,3                   | 51,3                    | 68                      | 88                      | 92                      | 92                      |
| Lignes 3 et 3 bis       | 94,2                    | 98,1                    | 98,1                    | 101,7                   | 102,9                   | 104,2                   | 102,3                   | 102,8                   | 100,9                   | 100,8                   | 101,4                   | 98,9                    | 92,9                    | 44,5                    | 61                      | 81                      | 86                      | 87                      |
| Ligne 4                 | 159,1                   | 172,7                   | 172,4                   | 173,9                   | 172,8                   | 174,4                   | 166,9                   | 163,6                   | 160,9                   | 157,9                   | 155,9                   | 152,2                   | 158,5                   | 79,7                    | 106                     | 138                     | 152                     | 161                     |
| Ligne 5                 | 92,2                    | 98,9                    | 100,6                   | 103,0                   | 103,6                   | 106,9                   | 104,1                   | 107,8                   | 107,7                   | 109,1                   | 110,9                   | 114                     | 109                     | 55,4                    | 78                      | 98                      | 100                     | 102                     |
| Ligne 6                 | 102,9                   | 103,2                   | 104,1                   | 107,0                   | 110,7                   | 112,4                   | 112,0                   | 106,0                   | 110,9                   | 111,4                   | 114,3                   | 115,1                   | 103                     | 50,2                    | 66                      | 96                      | 100                     | 102                     |
| Lignes 7 et 7 bis       | 120,9                   | 127,4                   | 128,8                   | 133,9                   | 136,3                   | 137,0                   | 135,7                   | 132,6                   | 134,6                   | 133,5                   | 135,1                   | 136,2                   | 127,9                   | 64                      | 87                      | 115                     | 122                     | 125                     |
| Ligne 8                 | 88,8                    | 94,3                    | 95,7                    | 97,5                    | 98,6                    | 102,2                   | 103,2                   | 105,0                   | 104,2                   | 104,2                   | 105,5                   | 107,8                   | 100,9                   | 49                      | 67                      | 92                      | 96                      | 105                     |
| Ligne 9                 | 120,3                   | 127,8                   | 127,3                   | 130,6                   | 132,0                   | 135,2                   | 134,7                   | 135,4                   | 133,7                   | 135,3                   | 137,9                   | 143                     | 136,4                   | 67,8                    | 94                      | 124                     | 131                     | 133                     |
| Ligne 10                | 40,4                    | 42,4                    | 43,4                    | 43,3                    | 44,3                    | 44,9                    | 45,2                    | 45,8                    | 45,2                    | 44,9                    | 45,3                    | 46,4                    | 44,7                    | 21,1                    | 29                      | 39                      | 42                      | 44                      |
| Ligne 11                | 46,4                    | 48,3                    | 47,5                    | 48,5                    | 49,1                    | 49,7                    | 48,7                    | 48,0                    | 47,7                    | 47,1                    | 47,1                    | 47,8                    | 38,5                    | 22,7                    | 31                      | 40                      | 39                      | 43                      |
| Ligne 12                | 79,2                    | 82,5                    | 82,4                    | 84,6                    | 84,5                    | 85,6                    | 86,7                    | 87,3                    | 84,4                    | 83,7                    | 84,3                    | 85,4                    | 80,3                    | 38,4                    | 54                      | 75                      | 83                      | 86                      |
| Ligne 13                | 114,9                   | 122,6                   | 124,3                   | 126,8                   | 129,4                   | 130,6                   | 129,3                   | 129,8                   | 129,4                   | 129,5                   | 131,4                   | 135,7                   | 127,3                   | 65                      | 83                      | 100                     | 110                     | 116                     |
| Ligne 14                | 66,9                    | 77,3                    | 79,7                    | 79,4                    | 79,9                    | 78,5                    | 77,6                    | 77,9                    | 78,9                    | 80,2                    | 83,3                    | 87,4                    | 91,6                    | 50,8                    | 79                      | 98                      | 92                      | 113                     |

| Ligne 1           | 132,9 | 136,1 | 137,5 | 120,6 | 133,2 | 134,1 | 139,6 | 144,4 | 153,8 | 157,1 | 154,6 | 152,2 | 161,6 |
| Ligne 2           | 85,2  | 83,1  | 82,7  | 73    | 77,1  | 78,5  | 81    | 80,8  | 82,9  | 82,5  | 86,7  | 84,6  | 92,1  |
| Lignes 3 et 3 bis | 88,1  | 87,1  | 87,2  | 76,3  | 83,3  | 84,5  | 85,3  | 87,6  | 93,2  | 95,9  | 94,2  | 90,6  | 87,6  |
| Ligne 4           | 148,6 | 142,2 | 140,2 | 122,5 | 133,5 | 130,9 | 135,7 | 135,1 | 131,9 | 139,8 | 134,9 | 138,1 | 154,1 |
| Ligne 5           | 77,4  | 75,4  | 74,1  | 66,2  | 70,8  | 72,3  | 74,7  | 74,6  | 77,7  | 76,4  | 77,7  | 75,9  | 86,1  |
| Ligne 6           | 91,3  | 89,9  | 90,3  | 80,1  | 85,1  | 86,1  | 89,6  | 89,6  | 96    | 98,2  | 99,6  | 97,1  | 100,7 |
| Lignes 7 et 7 bis | 120,8 | 118   | 116,4 | 102   | 109,4 | 111,4 | 115   | 115,6 | 118,4 | 120,7 | 119,8 | 117,3 | 120,5 |
| Ligne 8           | 83,5  | 81,7  | 81,3  | 72,1  | 77,2  | 78,6  | 80,4  | 82,5  | 86,4  | 88,7  | 87,7  | 86,5  | 89,1  |
| Ligne 9           | 115,4 | 111,4 | 110,6 | 97,8  | 103,3 | 104,2 | 106   | 105,9 | 109,4 | 113,5 | 112,6 | 110,6 | 116,2 |
| Ligne 10          | 39,6  | 39,4  | 39    | 33,5  | 35,4  | 37,9  | 38,8  | 39,7  | 41,3  | 40    | 40,5  | 39,6  | 41,5  |
| Ligne 11          | 38    | 36,9  | 36,3  | 32,3  | 34,5  | 34,8  | 35,5  | 36,6  | 40,1  | 41,3  | 41,8  | 41,7  | 45,1  |
| Ligne 12          | 71,7  | 69,3  | 68,6  | 59,6  | 63,3  | 64,6  | 67,6  | 69,8  | 73,6  | 73,8  | 74,4  | 70,9  | 72,1  |
| Ligne 13          | 94,9  | 92,7  | 92,3  | 81,5  | 85,4  | ?     | 90    | 93,1  | 99,5  | 101,7 | 104,1 | 102   | 105,1 |
| Ligne 14          | -     | -     | -     | -     | -     | -     | 3,5   | 19    | 25    | 31,8  | 38,7  | 40,8  | 64,1  |

### Données détaillées de 1998, 2003 et 2024
Les chiffres publiés ci-dessous sont les derniers connus pour la totalité des 16 lignes, en dissociant les lignes 3 et 3 bis, d'une part, et 7 et 7 bis, d'autre part (sauf en 2024, les lignes bis sont sommées avec les lignes de même chiffre).
| Fréquentation annuelle | Fréquentation annuelle | Fréquentation annuelle | Fréquentation annuelle | Fréquentation annuelle |       |           |
| Ligne                  | 1998                   | Rang 1998              | 2003                   | Rang 2003              | 2024  | Rang 2024 |
| ---------------------- | ---------------------- | ---------------------- | ---------------------- | ---------------------- | ----- | --------- |
| Ligne 1                | 139,6                  | 1                      | 152,0                  | 1                      | 168   | 1         |
| Ligne 4                | 135,7                  | 2                      | 137,9                  | 2                      | 161   | 2         |
| Ligne 7                | 111,1                  | 3                      | 113,6                  | 3                      | 124,6 | 4         |
| Ligne 9                | 106,0                  | 4                      | 110,5                  | 4                      | 133,2 | 3         |
| Ligne 13               | 90,0                   | 5                      | 101,9                  | 5                      | 115,7 | 5         |
| Ligne 6                | 89,6                   | 6                      | 97,0                   | 6                      | 101,6 | 9         |
| Ligne 3                | 83,3                   | 7                      | 88,8                   | 7                      | 87    | 11        |
| Ligne 8                | 80,3                   | 9                      | 86,4                   | 8                      | 104,6 | 7         |
| Ligne 2                | 80,9                   | 8                      | 84,5                   | 9                      | 91,5  | 10        |
| Ligne 5                | 74,7                   | 10                     | 75,8                   | 10                     | 102,5 | 8         |
| Ligne 12               | 67,5                   | 11                     | 70,8                   | 11                     | 85,7  | 12        |
| Ligne 11               | 35,5                   | 13                     | 41,6                   | 12                     | 43,1  | 14        |
| Ligne 14               | 3,5                    | 15                     | 40,7                   | 13                     | 113   | 6         |
| Ligne 10               | 38,8                   | 12                     | 39,5                   | 14                     | 43,6  | 13        |
| Ligne 7 bis            | 3,9                    | 14                     | 3,6                    | 15                     | -     | -         |
| Ligne 3 bis            | 1,9                    | 16                     | 1,7                    | 16                     | -     | -         |

## Fréquentation globale annuelle
Afin d'avoir une idée sur l'évolution du trafic, les tableaux ci-dessous reprennent la fréquentation globale du métro parisien. Dans le métro, est comptabilisé le nombre d’utilisations en provenance de la voie publique, du réseau de surface (bus, tramway, Transilien) et du RER. En revanche les correspondances entre lignes de métro ne sont pas prises en compte.
| Année | Fréquentation | Évolution |
| ----- | ------------- | --------- |
| 1992  | 1 187,5       |           |
| 1993  | 1 163,3       | −2,0 %    |
| 1994  | 1 156,6       | −0,6 %    |
| 1995  | 1 017,5       | −12,0 %   |
| 1996  | 1 091,5       | 7,3 %     |
| 1997  | 1 017,9       | -         |
| 1998  | 1 142,6       | -         |
| 1999  | 1 174,3       | 2,8 %     |
| 2000  | 1 248,0       | 6,3 %     |
| 2001  | 1 262,0       | 1,1 %     |
| 2002  | 1 283,0       | 1,7 %     |
| 2003  | 1 248,0       | −2,7 %    |
| 2004  | 1 336,0       | 7,1 %     |
| 2005  | 1 373,0       | 2,8 %     |
| 2006  | 1 410,0       | 2,7 %     |
| 2007  | 1 387,2       | −1,6 %    |
| 2008  | 1 471,6       | 6,1 %     |
| 2009  | 1 478,8       | 0,5 %     |
| 2010  | 1 505,1       | 1,8 %     |
| 2011  | 1 524,0       | 1,3 %     |
| 2012  | 1 541,2       | 1,1 %     |
| 2013  | 1 527,2       | −0,9 %    |
| 2014  | 1 526,2       | −0,1 %    |
| 2015  | 1 519,9       | −0,4 %    |
| 2016  | 1 518,6       | −0,1 %    |
| 2017  | 1 538,8       | 1,3 %     |
| 2018  | 1 559,5       | 1,3 %     |
| 2019  | 1 497,7       | −4 %      |
| 2020  | 753           | −49,7 %   |
| 2021  | 1 015         | 34,8 %    |
| 2022  | 1 339         | 31,9 %    |
| 2023  | 1 411         | 5,4 %     |
| 2024  | 1 476         | 4,6 %     |